# Тернове (Корочанський район)
Тернове (рос. Терновое) — село у Корочанському районі Бєлгородської області Російської Федерації.
Населення становить 210 осіб. Входить до складу муніципального утворення Афанасівське сільське поселення.

## Історія
Населений пункт розташований у східній частині української суцільної етнічної території — східній Слобожанщині.
Згідно із законом від 20 грудня 2004 року № 159 від 20 грудня 2004 року органом місцевого самоврядування є Афанасівське сільське поселення.

## Населення
| 1890 | 1932 | 1979 | 1989 | 1998 | 2002 | 2010 |
| ---- | ---- | ---- | ---- | ---- | ---- | ---- |
| 635  | ↗879 | ↘369 | ↘244 | ↗261 | ↘225 | ↘210 |
| 2014 |      |      |      |      |      |      |
| ↗222 |      |      |      |      |      |      |